# 谢辰生
谢辰生（1922年7月—2022年5月2日），中国文物学家。河南安阳人，中国文物学会名誉会长、考古学会常务理事。第七届全国政协委员，中共十三大代表。

## 生平
1922年7月生于北京，祖籍江苏武进，兄长谢国桢。1940年代起任郑振铎业务秘书，开始从事文物保护工作，在上海参与清理战时文物，参与编纂《甲午以后留存日本文物目录》、《中国历史参考图谱》、《蕴辉斋名画集》、《域外所藏中国名画集》等。1949年后在国家文物局任职。1949年起草中华人民共和国第一个文物法令。主持起草1961年《国务院文物保护管理暂行条例》。1967年受命为中共中央起草《关于无产阶级文化大革命中保护文物图书的几点意见》。1982年主持起草第一部《中华人民共和国文物保护法》，主编《中国大百科全书·文物卷》，撰写《中国大百科全书·文物卷》前言、第一次明确提出“文物”的定义。推动设立“文化遗产日”，推动《国务院关于加强文化遗产保护的通知》、《历史文化名城名镇名村保护条例》出台。

## 观点

### 不同年代的文物破坏
2010年，谢辰生在接受新华社《瞭望》新闻周刊采访时，向记者确认了其观点“中国文物最悲惨的时期是在上世纪90年代”，并称“而且可以说这种情况一直延续至今”。谢辰生进一步认为：“‘文革’对文物的破坏其实并不像许多人所想象的那样大，实际上当时国务院已经公布的180余处全国文物重点保护单位，除了西藏有一处被破坏外，其他都得到了保护”。但此说法与事实严重不符，1966年11月-12月，山东曲阜孔庙、孔林和孔府已遭到红卫兵严重损毁，此外，北京颐和园内多处佛像和绘画均被破坏、杭州岳王庙被砸毁、福建省泉州市清净寺亦遭到严重损毁，等等。

### 文物保护法的修改失误
谢辰生评价《中华人民共和国文物保护法》2015年修订草案：“细读修订草案，改得很厉害，删掉了原法的二十多条，有的整章都没了，又加了两章二十七八条。在我看来，如此伤筋动骨的改动，很多都是不符合实际和不必要的。条目增加了，整体原则却放松了，管理权限也下放了。文物工作最重要的是紧抓严管，这个根本问题认识不足，势必会出问题。”

### 午门不宜迎宾
1984年1月，中共中央书记处曾提出自该年4月美国总统里根访华起，在午门广场举行迎接国宾活动，外交部副部长韩叙要求将午门匾额换成国徽，平整午门前广场并树立两个永久旗杆，谢辰生为此于该年2月11日致信中共中央宣传部部长鄧力群、副部长廖井丹，指出午门外“不是个迎宾的好地方”，而是封建皇帝过去举行“献俘大礼”的场所，且受俘仪式十分隆重，郎世宁所作的《献俘图》在巴黎有铜版印刷图片刊行于世，在午门外迎宾容易被指“含沙射影”。2月15日，中央外事小组因此决定取消在午门迎宾，午门得以完整保存。该年4月，里根访华时的欢迎仪式场地为人民大会堂东门外广场。

## 著作
《谢辰生先生往来书札》、《谢辰生文博文集》、《新中国文物保护史记忆》、《谢辰生口述：新中国文物事业重大决策纪事》。

## 评价
- 姚远：“新中国文物事业许多重大决策的见证者和当事人，也是保护和传承中华文化的一大功臣。”[19]
- 金冲及：“祖国文物的守护人”，“堪称对新中国文物保护和管理工作最有发言权的历史见证人”。[4]